# Atletisme

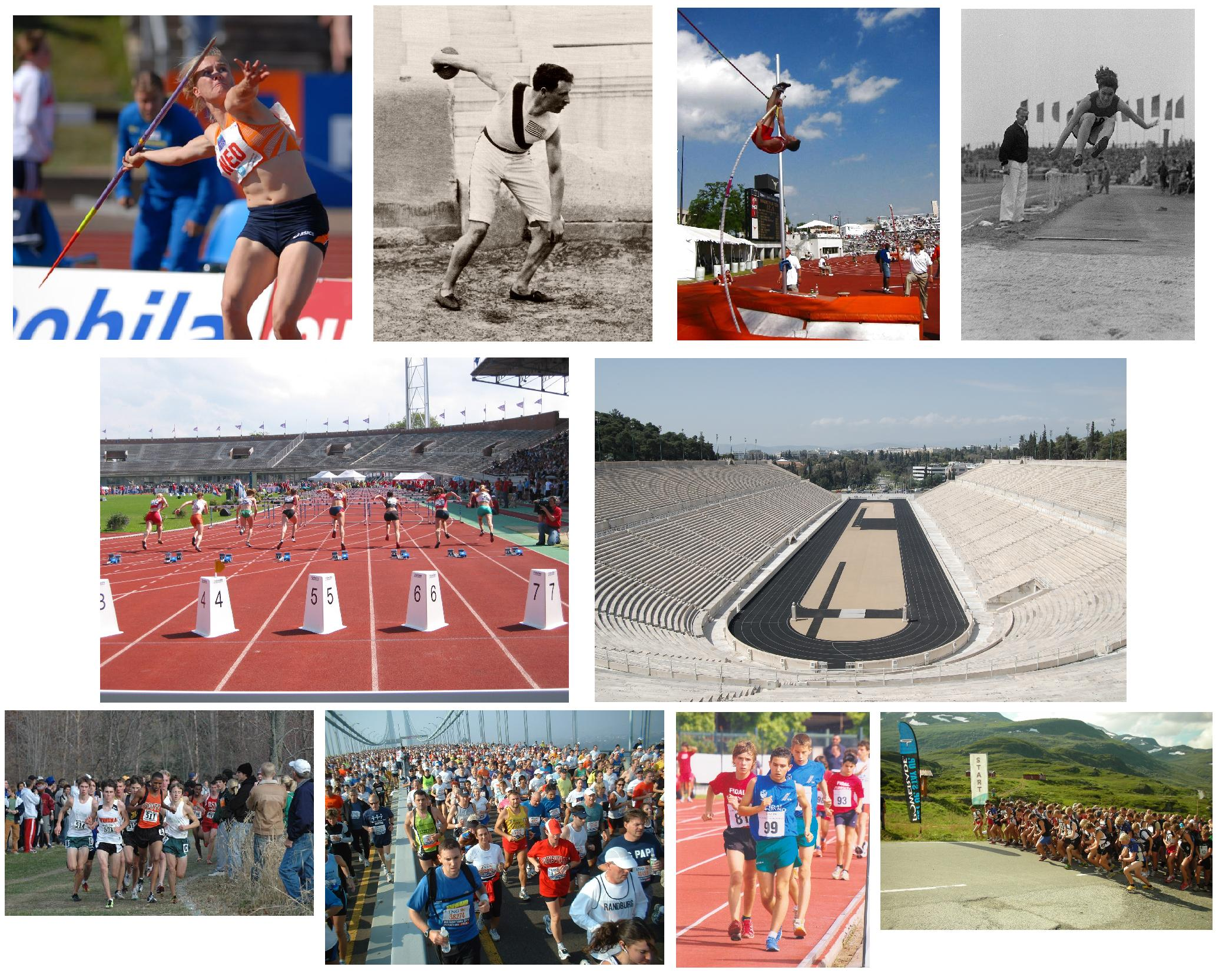
Diferents competicions atlètiques.

L'atletisme és un esport que agrupa diverses disciplines. El mot atletisme prové de la paraula grega "athlon" que significa lluita, competència, combat o similars.
A l'antiga Grècia es feien competicions atlètiques en honor d'algun déu o per commemorar fets.
L'atletisme és un dels pocs esports practicats de forma tradicional mundialment, tant en l'àmbit aficionat com en el transcurs de nombroses competicions de tots els nivells. La simplicitat i els pocs mitjans necessaris per a la seva pràctica expliquen en part aquest èxit. Els primers vestigis de concursos atlètics es remunten a civilitzacions antigues.
Els Jocs Olímpics són la prova internacional més coneguda en tot el món. Se celebren cada quatre anys des de 1896 i l'atletisme hi és la disciplina més important. Des de 1982, la IAAF és l'organisme encarregat de la reglamentació, i va crear normes per finalitzar amb el període amateur de la disciplina. El primer Campionat del Món d'Atletisme es va organitzar el 1983 i té lloc cada dos anys des de 1991.

## Història de l'atletisme

### Antiguitat
L'atletisme existeix des de fa milers d'anys, és considerat l'esport més antic del planeta. Deixant de banda esports prehistòrics sense regles ni normativa, a Egipte al segle xv aC es troba com a referència escrita més antiga una inscripció a una làpida d'Amenofis II, en la qual es parla de la cursa a peu. Al mateix temps a la civilització minoica també feia curses, i llançaments com el de javelina i disc.
Posteriorment es van fer els Jocs Olímpics que van iniciar els grecs el 776 aC. Hi ha diverses teories que apunten l'any 880 aC com a data d'inici dels Jocs Olímpics (per obra del rei de l'Elida, Ifitos, i en honor del déu Zeus), però la primera referència escrita n'és una llista de guanyadors de l'any 776 aC: Kerobos va ser el guanyador d'una cursa de 197,27 metres anomenada stadion.
En algun moment Jocs Olímpics van deixar de durar un dia per durar-ne 5, temps durant el qual es feien diverses proves com el pugilat, el pentatló, curses o javelina. Durant els 5 dies que durava s'aturaven totes les guerres (entre estats o ciutats gregues), d'això s'anomenava treva olímpica.
Entre el 472 aC, i el 350 aC es van modificar alguns conceptes per acabar amb uns jocs olímpics semblants als actuals: el primer dia es dedicava a la celebració del culte de Zeus, el segon dia es duien a terme les carreres individuals i durant la resta de dies la resta de proves. Els trofeus que aconseguien els atletes eren oferts als seus déus: els atletes no rebien cap premi valuós, com podrien ser joies, or… sinó que només rebien una corona feta amb una branca d'oliva anomenada Kotinos i el reconeixement de ser els més ràpids, els que saltaven més… Els atletes anaven nuus durant tot el període, ja que allò era una representació de la bellesa masculina i intentaven imitar als déus, les dones tenien l'accés prohibit.

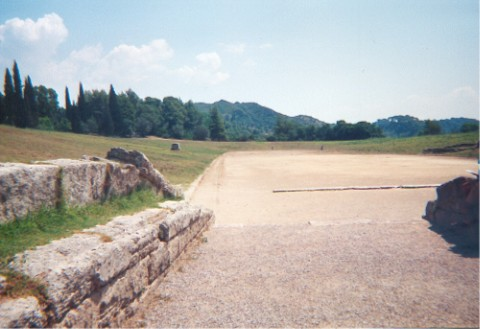
Estadi d'Olimpia

Els atletes començaven amb 12 anys l'entrenament i la preparació física a la pista. A més hi havia proves diferents de les actuals, per exemple s'hi inclou la lluita, boxa, pancraci (una combinació de les dues anteriors), carreres de quadrigues… d'altra banda ja es disputaven moltes altres proves com els llançaments de disc i javelina (en aquestes dues hi havia una modalitat de llançament vertical i una altra d'horitzontal), curses de velocitat, salt de llargada…
Al 394 aC ja s'havien disputat 293 Jocs Olímpics, tots ells a la Vall d'Olimpia.
A Roma es practicava l'atletisme en dues versions diferents. La primera d'inspiració etrusca (cursores), i la segona és una adaptació de les disciplines gregues (athletae) que són practicades a Roma a partir de 186 aC, i els romans els van continuar. Amb l'arribada del cristianisme els Jocs van perdre interès. L'any 394 l'emperador romà Teodosi I el Gran els va abolir perquè eren considerats pagans.
Irlanda organitza entre 632 aC 1169 jocs que comprenen proves desconegudes pels grecs com salt de perxa, llançament de martell i una forma de cross country. Aquestes disciplines són importades a Escòcia en el segle iv, per la migració d'escocesos. Aquests jocs arrelen a terra escocesa i es fan els Highland Games.

### Edat mitjana fins alseglexix
Des del segle xi, les fonts informen de carreres a peu a Anglaterra. L'entusiasme és tal que les autoritats locals reserven un espai dedicat a aquestes competicions en 1154 a Lord. La descripció d'un llançador de pedres figura en els relats de Havelock el danès en 1275. Per altra banda, segons els historiadors, el Rei Henry II d'Anglaterra va fer instal·lar uns terrenys d'esport als voltants de Londres per a la pràctica de diferents proves tals com llançament de martell en trineu, llançament de barra i pala, així com jocs de pilota. Al mateix temps, els joves londinencs es desafien a interminables curses a través de la ciutat.
El 1834 un grup d'anglesos van decidir els mínims exigibles per participar en determinades proves. Les primeres reunions atlètiques van ser de la mà de les universitats d'Oxford i Cambridge (1864). El primer míting nacional a Londres va tenir lloc el 1866 i el primer míting amateur a pista coberta, celebrat als Estats Units el 1868, l'any en el qual es va fundar el primer club d'atletisme. Això va desfermar l'interès per aquest esport tant a Europa com a Amèrica.
A poc a poc l'atletisme va agafar protagonisme, el 1896 es van celebrar els Jocs Olímpics a Grècia impulsats per Baró Pierre de Coubertin, en un l'Estadi Panathinaikó de 333 metres de pista, i a partir d'aquí a cada 4 anys un país era l'amfitrió dels Jocs, excepte en temps de guerra.
Tot i això no va ser fins als jocs d'Estocolm, el 1912 que no es van començar a cronometrar les carreres; va ser, per tant, el primer cop que es van comptar les marques, va ser en aquells jocs quan Jim Thorpe va guanyar dues medalles d'or a pentatló i decatló, aconseguint el rècord del món, sis mesos després se li van retirar les medalles i els rècords perquè cobrava 25 dòlars setmanals jugant a beisbol, el 1982, un cop ja mort, el Comitè Olímpic Internacional va entregar les medalles als seus fills i el van tornar a inscriure al llibre dels Rècords.
El 1912 es va fundar la Federació Internacional d'Atletisme Amateur (IAAF) amb seu a Londres. Els fundadors van ser 17 països, però actualment ja l'integren 213.
El 1976 es va acordar que tots els rècords i proves s'expressin de forma mètrica i evitar emprar el mot milla. Actualment això s'aplica a totes les proves excepte la de milla.

## Proves
Les proves a l'atletisme s'acostumen a classificar en tres grans blocs: les curses (velocitat, mig fons, fons, obstacles, marxa atlètica i relleus), concursos (salts i llançaments) i proves combinades (decatló i heptatló).
| Proves olímpiques      | Proves olímpiques                               | Proves olímpiques                  |
| Curses                 | Curses                                          | Curses                             |
| Distància              | Data des de la qual són olímpiques              | Data des de la qual són olímpiques |
|                        | Homes                                           | Dones                              |
| ---------------------- | ----------------------------------------------- | ---------------------------------- |
| 100 m                  | 1896                                            | 1928                               |
| 200 m                  | 1900                                            | 1948                               |
| 400 m                  | 1896                                            | 1964                               |
| 800 m                  | 1896                                            | 1928; es va recuperar el 1960      |
| 1 500 m                | 1896                                            | 1972                               |
| 5 000 m                | 1912                                            | 1996 (del 1984 al 1992: 3000 m)    |
| 10 000 m               | 1912 (del 1906 al 1908: 5 milles = 8047 metres) | 1988                               |
| Marató                 | 1896                                            | 1984                               |
| 110 mt; Dones: 100 mt  | 1896                                            | 1972 (del 1932 al 1968: 80 mt)     |
| 400 mt                 | 1900                                            | 1984                               |
| 3000 obstacles         | 1920 (del 1900 al 1908 una altra distància)     | 2008                               |
| 4x100 m                | 1912                                            | 1928                               |
| 4x400 m                | 1912                                            | 1972                               |
| Marxa                  |                                                 |                                    |
| Distància              | Data des de la qual és olímpica                 | Data des de la qual és olímpica    |
|                        | Homes                                           | Dones                              |
| 20 km marxa            | 1956 (1908 al 1952: 10 km marxa)                | 2000 (1992 al 1996: 10 km marxa)   |
| 50 km marxa            | 1932                                            | -                                  |
| Salts                  |                                                 |                                    |
| Disciplines            | Data des de la qual són olímpiques              | Data des de la qual són olímpiques |
|                        | Homes                                           | Dones                              |
| Salt d'alçada          | 1896                                            | 1928                               |
| Salt amb perxa         | 1896                                            | 2000                               |
| Salt de llargada       | 1896                                            | 1948                               |
| Triple salt            | 1896                                            | 1996                               |
| Llançaments            |                                                 |                                    |
| Disciplines            | Data des de la qual són olímpiques              | Data des de la qual són olímpiques |
|                        | Homes                                           | Dones                              |
| Llançament de pes      | 1896                                            | 1948                               |
| Llançament de disc     | 1896                                            | 1928                               |
| Llançament de martell  | 1900                                            | 2000                               |
| Llançament de javelina | 1908                                            | 1932                               |
| Combinades             |                                                 |                                    |
| Disciplines            | Data des de la qual són olímpiques              | Data des de la qual són olímpiques |
|                        | Homes                                           | Dones                              |
| Decatló                | 1896                                            | -                                  |
| Heptatló               | -                                               | 1984                               |

### Curses
Les curses són les proves clàssiques. Consisteixen a córrer (excepte en el cas de la marxa) una distància determinada amb l'objectiu de completar-la amb el menor temps possible.
Una sortida serà nul·la si un corredor o corredora es posa en moviment abans que senti el tret de sortida. L'atleta que fa una sortida nul·la és desqualificat (en vigor des de l'1 de gener de 2010).
Les curses es classifiquen en:
- 100 m, 200 m, 400 m, 800 m, 1500 m, 3000 m, 5000 m, 10000 m, i La Marató (42,195 km).
- Tanques i obstacles: 100 mt femení, 110 mt masculí, 400 mt i 3000 obstacles.
- Marxa: 20 km i 50 km (masculí)
- Relleus: 4x100 m i 4x400 m.

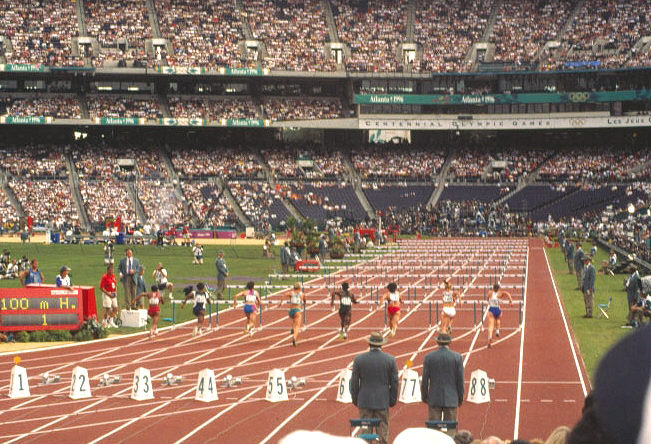
Cursa amb tanques.

Les carreres de velocitat són les carreres on la distància a recórrer són 400 metres o menys. De tal manera que els 50 metres llisos, els 60m, els 100m, els 200m i els 400m són categoritzades en aquest grup. Afinant més s'hi podrien distingir les carreres d'esprint (inferior als 100 metres), però no és necessari. Aquestes carreres es caracteritzen pel fet que l'atleta comença la carrera ajupit amb els peus col·locats sobre el bloc de sortida (starting o tacs de sortida) que l'ajudaran a guanyar impuls al principi de carrera. La sortida en aquestes curses pot ser decisiva. L'atleta no escatima en cap moment en velocitat: va tot el recorregut al màxim; potser l'única excepció és a la prova dels 400 metres, on l'atleta pot rebaixar la velocitat en determinats moments per pressionar més en altres zones.
Un cop es dona el tret de sortida, l'atleta s'impulsa amb l'starting i fa els 10 o 20 primers metres lleugerament ajupit, i finalment posa l'esquena completament recta. Això permet una major obertura de cames. L'atleta s'ha d'impulsar fortament contra el terra en comptes de "recolzar-s'hi" com potser faria en una cursa de fons o mig fons.
Les carreres de mig-fons són aquelles compreses entre els 600 i els 3.000 metres. Les curses més populars són la de 800 metres llisos, la de 1.500 i la de 3.000. També ho seria la milla tot i no ser olímpica. En aquestes carreres l'atleta segueix una estratègia prèviament estudiada accelerant i minorant la marxa per poder durar tota la distància, també hi ha atletes que van durant tota la carrera a la mateixa velocitat. En aquestes proves no es comença amb starting, sinó de peu, i es col·loquen en una línia corba de la pista, sense carrer únic; l'única excepció són els 800 metres llisos on sí que es comença amb starting i durant una distància hi ha carrer únic. L'atleta fa una menor obertura de cames i l'acció dels genolls no és tan important com en les proves de velocitat.

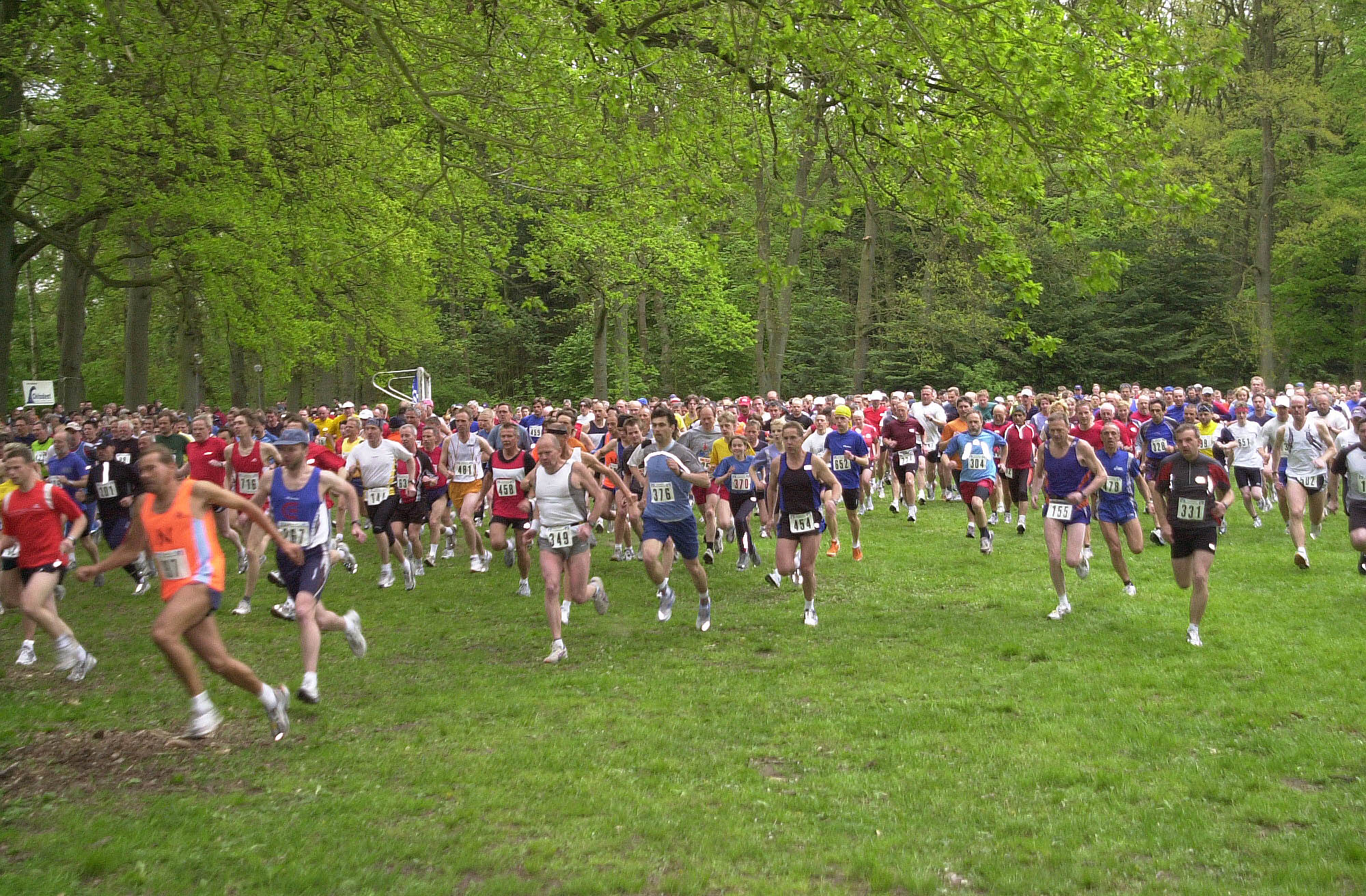
El camp a través es caracteritza per disputar-se enmig de camins, muntanyes, camps, etc. en comptes de fer-ho a la pista.

Les carreres de fons són totes les curses d'una distància superior als 3.000 metres: 5.000, 10.000, marató (42.195 metres fora de pista), el camp a través (fora de la pista)… Els atletes d'aquestes proves intenten evitar tots els moviments innecessaris, els genolls no es belluguen gaire i l'obertura de cames i la força són menors que a les carreres de mig-fons i de velocitat.
Les carreres de tanques són de 400 metres o inferiors en distància. L'atleta ha de superar un conjunt de 10 tanques, de diferent alçada segons la categoria i el sexe. La distància entre les tanques és diferent segons la distància que es recorri. Per passar les tanques correctament primer s'ha d'estendre una cama, passar la tanca (sense perdre el ritme) i posar-la ràpidament a terra, la segona cama passa doblegada perpendicularment al cos (de tal manera que queda paral·lela a terra): la flexibilitat és un element clau en aquestes proves. Si un atleta no passa per sobre de les tanques serà desqualificat; el fet de tombar-les no el desqualifica ni impedeix d'establir un rècord.
Les carreres d'obstacles són semblants, la distància més comuna són els 3.000 metres, l'atleta ha de superar obstacles que no poden caure i cada volta han de superar una riera.
Les carreres de relleus hi participen 4 atletes del mateix equip. Aquests van recorrent una distància determinada i passant un tub rígid anomenat testimoni al següent del seu equip, portant-lo sempre a la mà i no està permès portar guants. El canvi s'ha de produir en una zona de transferència de 20 metres. Si durant la carrera a un atleta li cau el testimoni, aquest l'haurà de recollir i no un altre del seu equip. A més, a l'hora de recollir-lo no es pot entrar a un altre carril, si això pot interferir a un atleta contrari. Serà motiu de desqualificació si l'entrega del testimoni es fa fora de la zona de transferència.
En la marxa els atletes han de tenir sempre un peu en contacte amb el terra, o aparentar-ho a simple vista, encara que sovint no es compleixi completament aquesta norma, serveix per evitar que els atletes corrin. Només se sancionarà si s'incompleix clarament, l'atleta que ho faci rebrà les targetes dels jutges. Les distàncies comprenen des dels 1.500 metres fins als 50 km.

### Concursos
Els concursos són aquelles proves de l'atletisme que no són ni curses ni combinades: els salts i els llançaments. Les proves que formen aquest gran grup són molt variades i diverses. Els salts són: salt d'alçada, salt amb perxa, salt de llargada i triple salt, i els llançaments: el pes, disc, martell i javelina.
- En el salt d'alçada l'atleta ha de superar un llistó saltant-hi per sobre. La tècnica emprada actualment és la de fosbury.
- El salt amb perxa té aspectes comuns amb el salt d'alçada: l'objectiu és passar un llistó per sobre, en aquest cas, però, els atletes s'ajuden d'una barra flexible anomenada perxa.
- El salt de llargada consisteix a fer el salt a major distància horitzontal del punt de batuda.
- El triple salt és igual excepte que des del punt de batuda fins a la fossa es poden fer 2 passes per acabar amb un salt (que seria com la tercera passa).
- El llançament de pes consisteix a llançar un pes de 7,26 kg els homes i 4 kg les dones el més lluny possible sense sortir d'un cercle de llançament. Hi ha dues tècniques per a llançar el pes: una amb desplaçament lineal i una amb desplaçament rotatori. El desplaçament es realitza per tal d'elevar la velocitat final del pes el màxim possible i aproximar-se al contenidor que és la zona més pròxima a la zona de caiguda de l'artefacte. La forma lineal es realitza fent un salt en línia recta i la rotativa suposa fer una rotació sobre si mateix i al mateix temps que es desplaça.
- El llançament de disc és molt semblant al llançament de pes amb desplaçament rotatori amb la diferència de la col·locació de l'artefacte, ja que el disc es du amb el braç completament estirat.
- El llançament de martell consisteix, també, a llançar el més lluny possible un disc o un martell respectivament, sense sortir del cercle de llançament. Aquest es realitza donant tres o quatre voltes sobre u mateix per tal d'accelerar l'artefacte el màxim possible. El martell es porta amb els braços estirats i a diferència dels altres llançaments és l'únic que es realitza d'esquena a la zona de llançament en la seva part final.
- El llançament de javelina en comptes de desenvolupar-se en el cercle de llançament es fa en un passadís, també s'ha d'intentar llançar el més lluny possible la javelina. La tècnica del llançament consta d'una carrera prèvia com a desplaçament i el llançament final.

### Combinades
Es tracten de "conjunts" d'algunes de les proves esmentades anteriorment. Són el decatló i heptatló. En aquestes competicions es compten els punts guanyats a cada prova, que varien segons la marca aconseguida, comptant com a 10.000 la marca ideal, en el cas del decatló.
- Al decatló es realitzen les següents proves: (primer dia) 100 m llisos, salt de llargada, llançament de pes, salt d'alçada, 400 m llisos; (segon dia) 110 m tanques, llançament de disc, salt amb perxa, llançament de javelina i 1500 m. Aquesta prova només és masculina.
- A l'heptatló es realitzen les següents proves: (primer dia) 100 m tanques, salt d'alçada, llançament de pes, 200 m llisos; (segon dia) salt de llargada, llançament de javelina i 800 metres llisos. Aquesta prova només és femenina.

## Pista

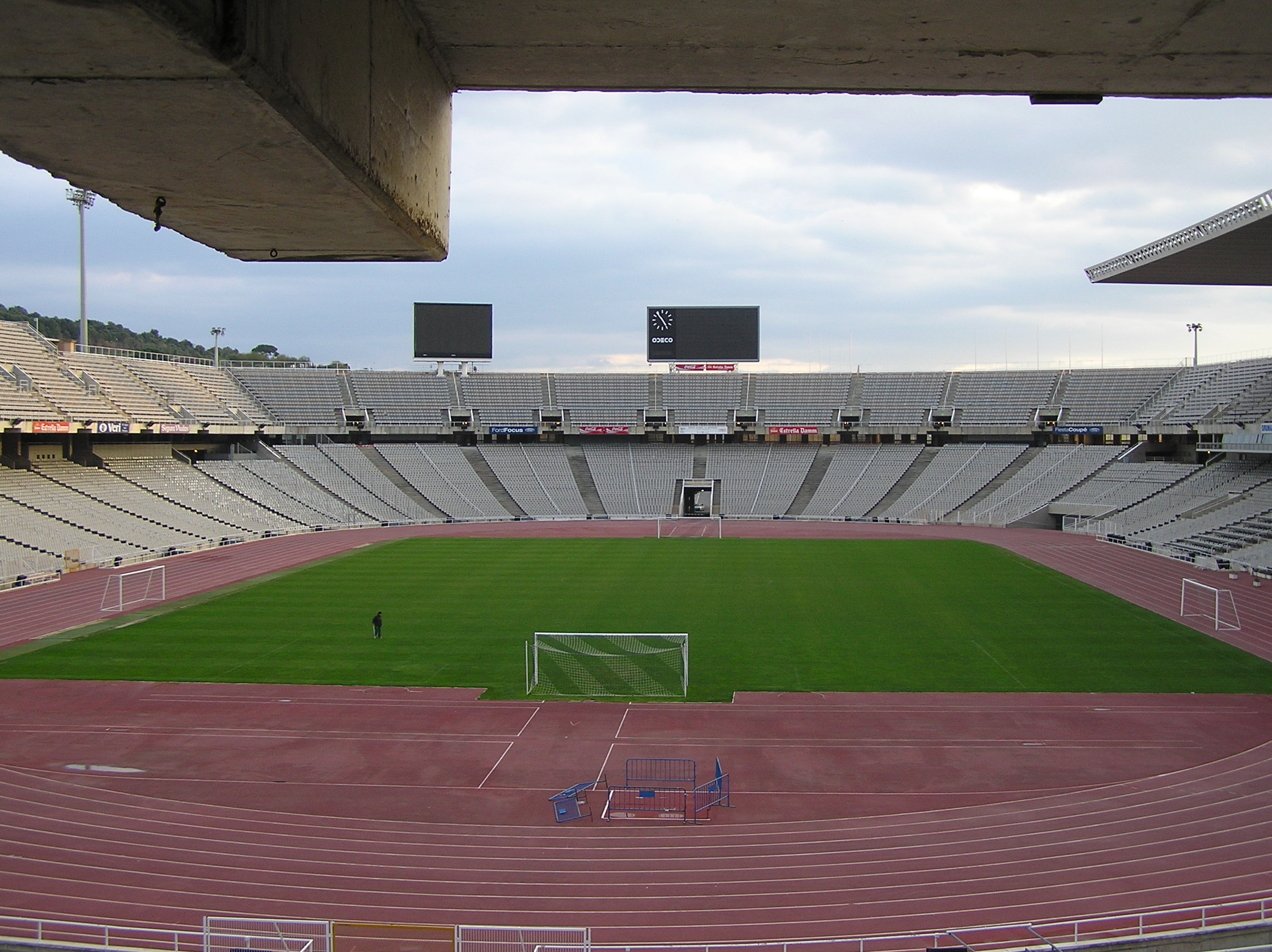
Estadi Olímpic Lluís Companys.

L'atletisme, normalment es duu a terme a una pista ovalada descoberta formada per un mínim de 4 carrils (acostumen a ser 8, la recta d'arribada ha de tenir un mínim de 6 carrils) on es realitzen les curses i, unes zones on es fan els salts i els llançaments, però a vegades es fan a unes zones properes. Tanmateix, també es pot disputar a pistes cobertes, que són més petites i es caracteritzen per no ser a l'aire lliure. Totes les pistes han de passar un control de la IAAF per controlar-ne la qualitat. Finalment, algunes proves es desenvolupen a espais exteriors com camins o carreteres.
La superfície de les pistes s'anomena tartán i és un material sintètic. S'acostuma a pintar de color vermell o en alguns casos blau. Algunes pistes no oficials o actualment en desús poden tenir el terra mineral, d'argila, de cendra o fins i tot d'herba.
Les pistes, al llarg de la història han variat molt. Al principi eren de sorra per dificultar la velocitat dels atletes, actualment això és diferent i estan dissenyades per facilitar-la. Els materials han canviat, cada cop les infraestructures són més resistents. La distància d'una volta, a més, ha anat variant contínuament: 1896 (Atenes) - 333,33 m; 1900 (París) - 500 m; 1904 (Saint Louis) - 536,45 m (un terç de milla); 1908 (Londres) - 536,45 m; 1912 (Estocolm) - 383 m; 1924 (París) - 500 m; actualment són de 400 metres.

### Pista descoberta

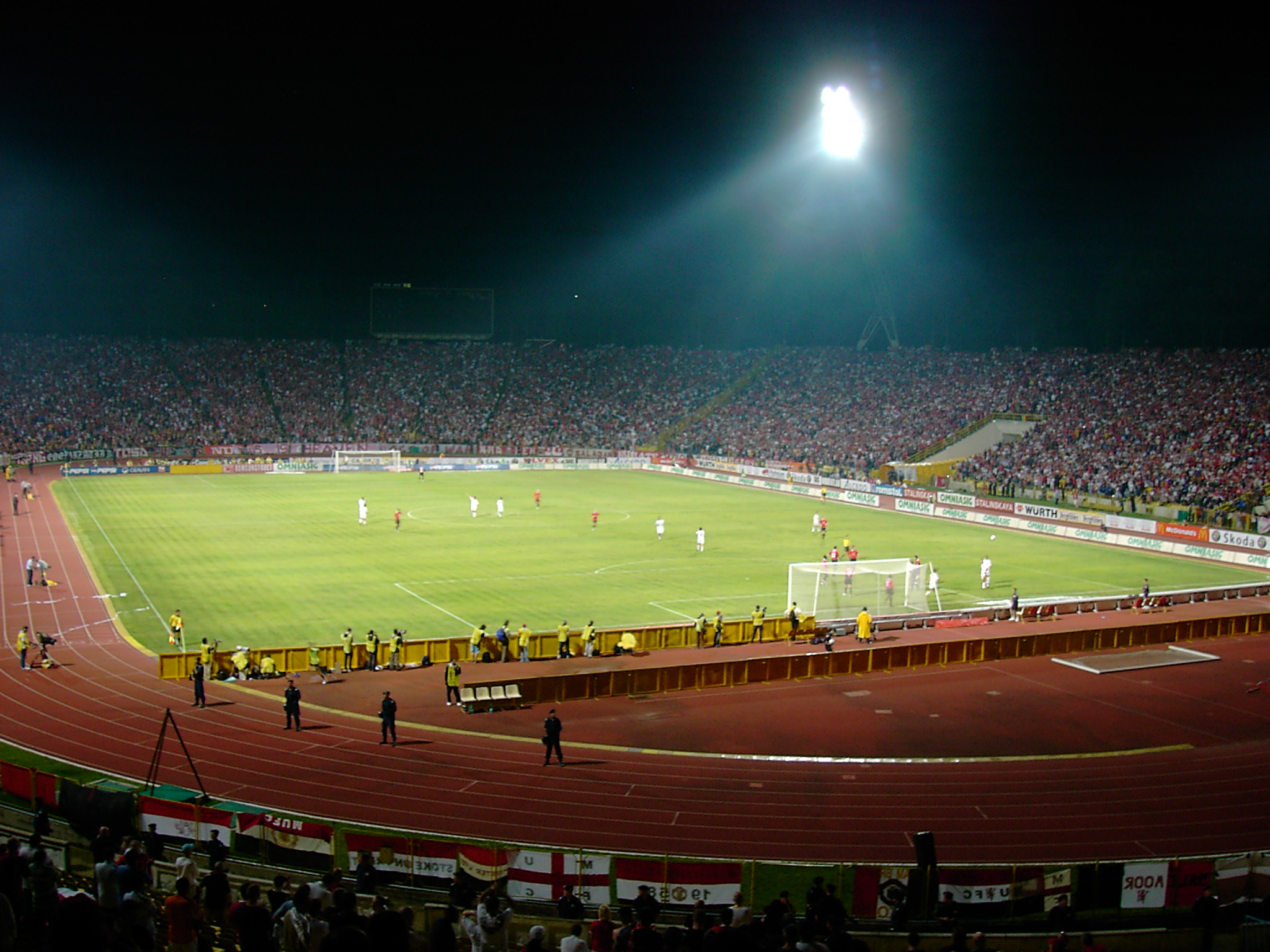
Molt usualment els estadis d'atletisme s'utilitzen, també per fer-hi futbol, rugbi o hoquei. La imatge és de l'Estadi Nacional de Bucarest.

Els estadis importants tenen accessos a l'estadi a les quatre cantonades i estan envoltades per grades, on se situa el públic.
La construcció d'aquestes pistes és molt costosa i difícil per l'elevat preu de construcció, la gran superfície que ocupen, juntament amb tot el material necessari. Fet que provoca que s'acabin aprofitant els espais lliures per desenvolupar-hi altres esports.

#### Curses
Una pista oficial, el carrer 1 (l'interior) fa 400 metres cada volta. Hi ha dues rectes paral·leles (d'uns 84 metres) i dues corbes amb el mateix radi cada una (d'uns 36,5 m), aquestes mides a vegades poden variar, mantenint la pista simètrica per 2 eixos. Les voltes que fan els corredors són en el sentit contrari de les agulles del rellotge, és a dir, de les dues parts aniran sempre per la de la dreta. A l'inici de la recta hi ha d'haver un espai amb tartan d'uns 3 metres i al final d'uns 17 perquè els atletes no tinguin problemes a l'hora de frenar. A l'interior del carrer 1, per separar la zona de carreres i la d'altres proves, hi ha una vorada d'uns 5 centímetres d'alçada i 5 d'amplada que acostuma a ser metàl·lica. Tot i això també hi ha d'haver una línia blanca que delimiti la zona, i en cas d'haver-se de moure la vorada per la realització de concursos o determinades curses s'haurà de marcar amb cons o banderes (de 20 centímetres d'alçada, com a mínim) el recorregut original de la pista, tanmateix no podran estar a més de 4 metres entre un i l'altre.

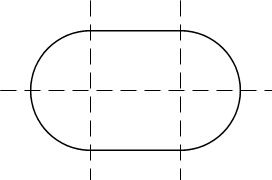
Forma de la pista per curses d'atletisme.

Fórmula matemàtica de la pista:
84,39 m (distància de cada recta) x 2 = 168,78 m (les dues rectes)
36,80 (radi d'una de les corbes) x 3,1416 (nombre pi, aprox.) = 115,61 m
115,61 (distància de cada corba) x 2 = 231,22 m (les dues corbes)
168,78 (les dues rectes) + 231,22 (les dues corbes) = 400 m
La distància dels carrers es compta a la línia externa. Cada carrer fa 1,22 metres d'amplada (amb una variació possible d'1 centímetre), senyalat per ambdues bandes per línies blanques de 5 centímetres d'amplada. La inclinació de la pista no pot superar 1:100 (normalment cap a l'interior) i el desnivell l'1:1.000 cap a la direcció de la carrera. Les zones de seguretat són de més d'un metre a l'interior i d'aproximadament un metre a l'exterior, on no hi pot haver material, obstacles, etc. a més, tots els sistemes de drenatge que hi hagi en aquesta zona hauran d'estar al mateix nivell que la pista. La "ria" emprada a proves d'obstacles ha d'estar a l'interior o exterior de la segona corba i ha de tenir unes dimensions de 3,66 m x 3,66 m x 0,70 m.
Just abans de la sortida de la recta hi ha d'haver el número de cada carrer pintat de color blanc, de més de mig metre d'alçada i llegibles en la direcció de la carrera. A l'arribada es poden posar dos pals blancs rígids, a més de 0,30 metres de distància de la pista sempre que no dificultin la feina de la foto-finish, les seves mides hauran de ser d'uns 1,40 x 0,08 x 0,02 metres. En les carreres on es comença amb carril propi, però acaben amb carrer lliure (com els 800 metres llisos) es deixaran uns prismes o cons just a la zona on es produeixi el canvi.
També hi ha d'haver un passadís especial per enllaçar les proves que es fan fora la pista (marató, mitja marató, marxa atlètica) i que acaben a dins.

#### Salts

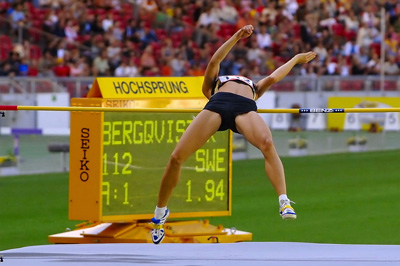
Kajsa Bergqvist en ple salt d'alçada.

- El salt de llargada es desenvolupa en un carrer d'uns 40 metres de llargada de la mateixa amplada que els carrers de les curses (1,22 m). La taula de batuda fa 0,20 m ± 0,02 x 0,10 m ± 0,01. La fossa de caiguda haurà d'estar plena de sorra i no podrà fer menys de 2,75 metres d'amplada i no podrà estar més a prop de 10 metres de la taula de batuda.
- El triple salt es realitza en les mateixes instal·lacions que el salt de llargada, amb un únic canvi: en competicions internacionals la batuda se situa a 13 metres de la fossa en el cas dels homes i a 11 en el de les dones.
- El salt d'alçada es fa en un passadís semicircular amb un mínim de 20 metres de radi i un matalàs d'un mínim de 3 x 5 metres. El llistó és una barra feta de metall, fusta o fibra de vidre amb els extrems plans per obtenir una major estabilitat als suports. L'objectiu del saltador és saltar per sobre el llistó sense fer-lo caure. Pot pesar, com a màxim 2 kg i fa 4 metres de llargària.
- El salt amb perxa compta amb un carrer d'uns 40 metres x 1,22, un caixetí on posar la perxa i un matalàs de caiguda de 6,50 m x 5 m.

#### Llançaments

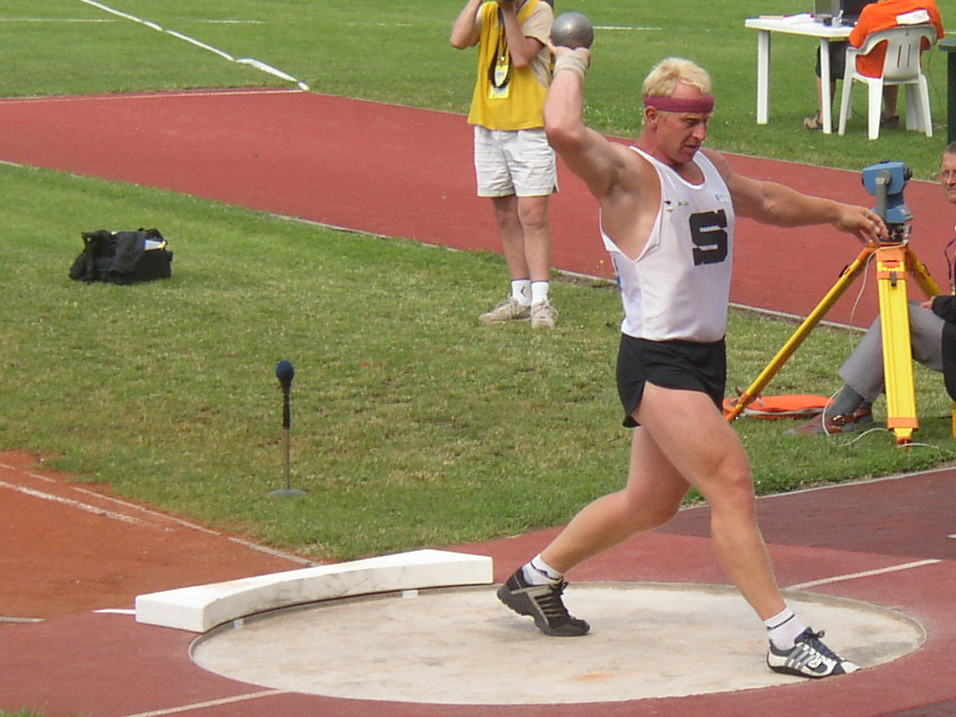
Remigius Machura preparant un llançament de pes.

- El llançament de pes es desenvolupa en un cercle de llançament de 2,135 metres, un contenidor d'1,22 m ± 0,01 x 0,112 x 0,10 m ± 0,02 i el sector de caiguda de 25 metres de radi i 17,10 de corda.
- El llançament de disc compta amb un cercle de llançament de 2,50 m, una gàbia protectora i un sector de caiguda de 80 metres de radi i 54,72 de corda.
- La instal·lació del llançament de javelina consisteix en un passadís de 30 a 36,50 metres amb una amplada de 4, un arc amb un radi de 8 m i un sector de caiguda de 100 metres de radi i 50 de corda.
- La instal·lació del llançament de martell és un cercle de llançament de 2,135 de diàmetre, gàbia protectora i un sector de caiguda de 90 metres de radi i 61,56 de corda.

Rares vegades alguns d'aquests llançaments poden desenvolupar-se a descampats adjacents a la pista, normalment per no fer malbé la gespa de l'interior, que molts cops s'utilitza com a camp de futbol, rugbi o hoquei sobre herba.

### Pista coberta
També pot ser que es desenvolupi a pistes cobertes, on la recta fa només 50 metres, la meitat d'una pista normal, no s'hi poden fer proves com el llançament de disc o javelina per l'escàs espai del qual es disposa. Una característica d'aquestes pistes és que a l'interior no hi ha gespa i que just a la meitat hi ha una recta per desenvolupar-hi els 60 metres llisos.

### Exteriors
Tot i això hi ha proves com els crossos, algunes curses de marxa i les maratons que es desenvolupen a camins o carreteres. Les maratons molts cops acaben fent una volta a la pista.

## Equipament i material

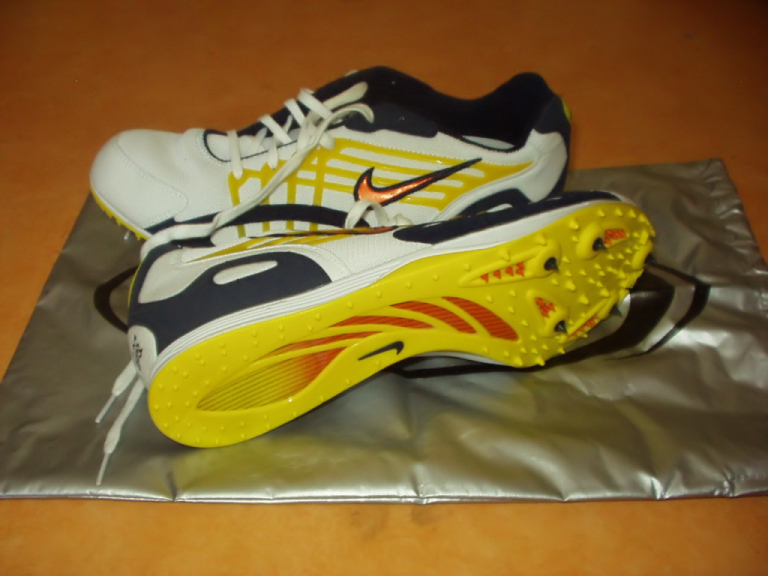
Botes de claus d'atletisme, imprescindibles per les curses de velocitat i la majoria de salts.

El material necessari és molt variat segons la prova que es vulgui fer. En les curses de velocitat és imprescindible disposar dels tacs de sortida (també anomenats estrebs o starting). En el salt amb perxa i el d'alçada es necessita un matalàs per aturar les caigudes. En els llançaments, lògicament es necessiten els artefactes que es llançaran. Totes les pistes, a més han de comptar amb tanques i obstacles per poder desenvolupar les proves.
El material que han de portar els jutges també varia segons la prova i segons el paper que tenen. Per exemple en un salt de llargada, uns s'encarregaran d'allisar la sorra, uns altres de mesurar, i uns altres de verificar que el salt és vàlid. Per tant, és molt difícil fer una llista de tot el material que es pot necessitar a l'hora de fer de jutge.
L'equipament de roba consisteix en un conjunt format per una samarreta i uns pantalons curts o unes malles i el calçat corresponent, que en les curses i salts consisteix en unes botes de claus, aquestes poden tenir claus només a la part davantera (per curses) o a tota la planta (per alguns salts), si es fan llançaments, les botes no tenen claus, excepte en el de javelina, sinó que tenen una sola llisa per poder lliscar pel cercle de llançament.

## Entrenament
Al principi de l'entrenament d'un atleta, aquest comença practicant moltes proves i molt diverses. Amb el temps, l'esportista s'anirà especialitzant, d'acord amb les seves habilitats i preferències. Si l'atleta no té cap prova "especial" pot dedicar-se a fer proves combinades.
Com pràcticament tot el relacionat amb l'atletisme, l'entrenament també és molt variat segons les proves que es disputin. Tot i així es pot apreciar que els sprints, la flexibilitat i la força tant de cames com de braços són molt importants en la majoria de disciplines.
L'entrenament depèn de la proximitat de competicions, de l'estat de l'atleta, de les condicions meteorològiques, etc. però normalment acostuma a seguir un patró: primer uns exercicis d'escalfament (fer footing, estiraments…), després unes proves generals (exercicis de multisats abdominals i flexions…), posteriorment exercicis especialitzats per la prova que es vol treballar i finalment exercicis per "deixar-se anar" com són el footing i els estiraments.

## Categories
Com en tots els esports a l'atletisme hi ha diferents categories segons l'edat.
- Promoció (regides per la Federació Catalana d'Atletisme a Catalunya)
  - Aleví (10-11 anys)
  - Infantil (12-13)
  - Cadet  (13-14)
- Regides per la IAAF
  - Juvenil (15-16)
  - Júnior (17-18)
  - Sènior
  - Veterans (a partir del 35) i després subcategories de cinc en cinc anys.

## Proves més importants
- El Campionat del Món l'organitza la Federació Internacional d'Atletisme (IAAF) des de 1983. En un principi es disputava cada quatre anys, però a causa del gran ressò mediàtic i econòmic que tingué la competició, a partir de la seva tercera edició, el 1991, es passà a disputar cada dos anys.
- Els Jocs Olímpics d'Estiu són una competició internacional multiesportiva disputada cada quatre anys i organitzada pel Comitè Olímpic Internacional. Es tracta d'una de les competicions més prestigioses i amb més audiència arreu del món. Els competidors hi participen representant el seu Comitè Olímpic Nacional respectiu, que solen representar estats independents, tot i que també hi prenen part diverses nacions sense estat.
- La Golden League és una sèrie de competicions anuals que organitza la Federació Internacional d'Atletisme (IAAF) des de 1983. Aquesta competició es va formar per millorar l'eficiència de les millors competicions atlètiques. Els atletes que guanyen en les sis competicions comparteixen un premi d'un milió de dòlars.
- La Copa del Món d'Atletisme, que és una competició internacional de seleccions continentals de proves en pista.
- El Campionat d'Europa d'Atletisme és un esdeveniment atlètic organitzat per l'Associació Europea d'Atletisme (EAA), i que se celebra cada quatre anys a una ciutat diferent, prèviament designada. La primera edició es va celebrar el 1934 a la ciutat de Torí, Itàlia, i fins al 2006 s'han disputat en 19 edicions. Únicament es va deixar de disputar l'edició del 1942 a causa de la Segona Guerra Mundial.

## Atletisme als Països Catalans

### Catalunya
Vegeu Llista de clubs d'atletisme de Catalunya

### País Valencià
Vegeu Llista de clubs d'atletisme de la Comunitat Valenciana

### Illes Balears
Vegeu Llista de clubs d'atletisme de les Illes Balears
Club d'Atletisme Porreres

## Atletes dels Països Catalans

### Catalunya
Les proves en les quals han destacat històricament els atletes catalans han estat les de marxa atlètica amb Marta Díaz, Josep Marín, Jordi Llopart, Valentí Massana, Maria Vasco, Mari Cruz Díaz, María Reyes Sobrino, Daniel Plaza o Beatriz Pascual i en les proves de mig fons amb atletes com Tomàs Barris, Reyes Estévez, al cross Monserrat Pujol i Carles Castillejo, als 3000 m obstacles Àngel Mullera Rodríguez, Josep Lluís Blanco, Marco Antonio Cepeda i Rosa María Morató i als 10000 m Gregorio Rojo, Constantino Miranda, Antoni Amorós i a la marató José Rios Ortega.
En proves de velocitat sobresurten David Canal, Gaietà Cornet, Jordi Mayoral, Carme Blay i Teresa Rioné.
Altres atletes destacats són l'heptaatleta Imma Clopés, amb salt de llargada Antonio Corgos, amb salt amb perxa Javier García Chico el llançador de pes Carles Sala i la llançadora de martell Berta Castells.